# Polynesien-Cup
Der Polynesien-Cup war ein von 1994 bis 2000 dreimal ausgetragener Wettbewerb für die fünf Fußballnationalmannschaften Polynesiens. Startberechtigt waren Amerikanisch-Samoa, die Cookinseln, Samoa, Tahiti und Tonga.
In den Jahren 1994, 1998 und 2000 diente das Turnier als Qualifikation für die Fußball-Ozeanienmeisterschaft 1996, 1998 und 2000.
Bei dem Turnier 1996 handelte es sich um den „polynesischen Teil“ der ersten Qualifikationsrunde der Ozeanien Zone für die Fußball-Weltmeisterschaft 1998 in Frankreich, wobei der Sieger ein Play-off um den Einzug in die zweite Runde der WM-Qualifikation gegen den Zweiten des Melanesien-Cups zu bestreiten hatte. Aus diesem Grund war Amerikanisch-Samoa (damals noch kein FIFA-Mitglied) nicht startberechtigt. Tahiti war als vermeintlich spielstärkstes Team der Region für die zweite Runde der WM-Qualifikation gesetzt.

## Die Turniere im Überblick
| Jahr | Gastgeber  | Finalstände | Finalstände | Finalstände | Finalstände   |
| Jahr | Gastgeber  | Sieger      | 2. Platz    | 3. Platz    | 4. Platz      |
| ---- | ---------- | ----------- | ----------- | ----------- | ------------- |
| 1994 | Samoa      | Tahiti      | Tonga       | Westsamoa   | Amerik. Samoa |
| 1996 | Tonga      | Tonga       | Westsamoa   | Cookinseln  |               |
| 1998 | Cookinseln | Tahiti      | Cookinseln  | Samoa       | Tonga         |
| 2000 | Tahiti     | Tahiti      | Cookinseln  | Samoa       | Tonga         |